# Astrid Junguito
Astrid Junguito (Ibagué, 16 de diciembre de 1957) es una actriz de teatro y televisión colombiana, conocida por haberse destacado en varias producciones nacionales. Es sobrina de la fallecida actriz de radionovelas Aura María Pottier, más conocida como Conchita Pottier, y prima del actor Víctor Hugo Cabrera.

## Filmografía

### Televisión
- La Tía Remedios (2020) — Cony
- Antes del fuego (2020) — Astrid
- Amar y vivir (2020) — Josefa Herrera (Mamá de Joaquín y Alba Herrera)
- Un bandido honrado (2019) — Maria del Pilar
- Siempre serás amado (2019) —
- Infieles (2017) — Ep: Bienvenida Carla
- Venganza (2017) — Rocio Madre de Cesar
- Polvo carnavalero (2017) — Concha 'Conchita'
- Sin senos si hay paraíso (2016) — Directora de la cárcel
- Dulce amor (2015)
- Sala de urgencias (2015) — Martha
- ¿Quién mató a Patricia Soler? (2015) — Licenciada
- Las santísimas (2014) — Rosario
- Mujeres al limite (2014)
- La hipocondríaca (2013) — Herminia
- El secretario (2012)
- Chepe Fortuna (2010)
- La bella Ceci y el imprudente (2010) — Doña Tulia
- Las muñecas de la mafia (2009) — Asunción
- Verano en Venecia (2009) — Carmen Campoamor
- El último matrimonio feliz (2008) — Elvia Penagos
- Sin senos no hay paraíso (2008) — Mariela Manrique
- La quiero a morir (2008) — Eulalia Pulido
- Criminal (2006)
- Amor de mis amores (2005) — Gertrudis Aponte
- Todos quieren con Marilyn (2004) — Raquel
- No renuncies Salomé (2003)
- Pedro el escamoso (2001) — Josefina "Pepita" de la Espriella
- Francisco el Matemático (2001) — Elvira Martínez
- Alicia en el país de las mercancías (2000) — Rosaura de Cardona
- El fiscal (1999) — Salome
- Las Juanas (1997) — Margarita Cruz
- Mi amiga del alma (1996)
- Oki Doki (1996) — Doña Toronja
- Paloma (1994)
- Corín Tellado (1988)
- El Faraón (1984)
- Sábados felices (1975-1979)